# Tuduetso Sabure
Tuduetso Sabure (sinh ngày 16 tháng 6 năm 1982), là một nữ Đại kiện tướng người Botswana. (WGM, 2005).

## Tiểu sử
Năm 2005, tại Lusaka đã giành Giải vô địch cờ vua nữ châu Phi và giành quyền tham gia Giải vô địch cờ vua thế giới phụ nữ . Năm 2006 Tuduetso Sabure tham gia World Chess Championship nữ bằng knock-out hệ thống và ở vòng đầu tiên thua Humpy Koneru . Năm 2007, tại Windhoek xếp thứ 7 trong Giải vô địch cờ vua nữ châu Phi . Năm 2007, cô chơi cho Botswana trong giải cờ vua All-Africa Games, xếp thứ 4 trong bảng xếp hạng đội, và Giải vô địch cờ vua đồng đội thế giới . Năm 2017, tại Cairo xếp thứ 17 trong Giải vô địch cờ vua nữ châu Phi .
Tuduetso Sabure chơi cho Botswana trong Thế vận hội cờ vua nữ:
- Năm 1998, tại ván thứ ba trong Thế vận hội cờ vua lần thứ 33 (nữ) ở Elista (+5, = 0, -7),
- Năm 2000, tại bảng dự bị đầu tiên trong Thế vận hội cờ vua lần thứ 34 (nữ) ở Istanbul (+4, = 2, -2),
- Năm 2004, tại ván thứ hai trong Thế vận hội cờ vua thứ 36 (nữ) ở Calvià (+5, = 0, -5),
- Năm 2010, tại ván đầu tiên trong Thế vận hội cờ vua lần thứ 39 (nữ) ở Khanty-Mansiysk (+4, = 1, -4).

Năm 2005, cô được đặc cách trao danh hiệu đại kiện tướng nữ (WGM) nhờ chức vô địch châu lục.